# Чернишовка (Приморський край)
Чернишовка (рос. Чернышёвка) — село у Анучинському районі Приморському краю Російської Федерації.
Муніципальне утворення — Анучинський муніципальний округ. Населення становить 2869 осіб.

## Історія
Згідно із законом від 6 грудня 2004 року № 177-КЗ у 2004—2019 роках муніципальним утворенням було Чернишовське сільське поселення.

## Населення
| 1915 | 1926  | 2001  | 2002  | 2010  |
| ---- | ----- | ----- | ----- | ----- |
| 980  | ↗1030 | ↗2911 | ↘2822 | ↗2869 |